# Преслав
Пресла́в — село в Україні, у Приморській міській громаді Бердянського району Запорізької області. Населення становить 2109 осіб.

## Географія
Село Преслав розміщене на правому березі річки Обитічна за 1,5 км від Азовського моря (Обитічна затока) та за 12 км від центру громади. Вище за течією на відстані 4 км розташоване село Комишуватка. До найближчої залізничної станції Єлизаветівка на лінії Пологи — Бердянськ — 39 км.

## Населення

### Мова
Розподіл населення за рідною мовою за даними перепису 2001 року:
| Мова       | Кількість | Відсоток |
| ---------- | --------- | -------- |
| російська  | 1363      | 64.63%   |
| болгарська | 537       | 25.47%   |
| українська | 202       | 9.58%    |
| гагаузька  | 2         | 0.10%    |
| грецька    | 2         | 0.10%    |
| білоруська | 1         | 0.04%    |
| угорська   | 1         | 0.04%    |
| румунська  | 1         | 0.04%    |
| Усього     | 2109      | 100%     |

## Історія
Місцевість, де розташований Преслав, була заселеною ще в давні часи. В околицях села виявлено 4 поселення, а також кургани з похованнями доби бронзи (III—I тисячоліття до н. е.) та поселення скіфських часів (IV—III ст. до н. ери).
Починаючи з XIII ст. тут кочували ногайські татари. В 60-х роках XIX ст. ногайці виїхали до Туреччини. На спустілі землі царський уряд переселив 1861 року македонських болгар (403 ревізькі душі), які після втечі з-під турецького ярма тимчасово проживали в бессарабському селі Ташбунарі (тепер с. Кам'янка Ізмаїльського району Одеської області). На місці залишеного ногайцями аулу Шекли-2 вони заснували колонію, назвавши її на честь стародавньої столиці Болгарії Преславом.
Під час організованого радянською владою Голодомору 1932—1933 років померло щонайменше 150 жителів села.
12 червня 2020 року, відповідно до розпорядження Кабінету Міністрів України № 713-р «Про визначення адміністративних центрів та затвердження територій територіальних громад Запорізької області», увійшло до складу Приморської міської громади.
19 липня 2020 року, в результаті адміністративно-територіальної реформи та ліквідації  Приморського району увійшло до складу Бердянського району.
24 лютого 2022 року, село було окуповано внаслідок повномасштабного вторгнення Росії до України

## Економіка
- «Преслав», ТОВ
- Переславская спеціальна загальноосвітня школа-інтернат для дітей з вадами розумового розвитку
- Торговельний комплекс «Терраса»

## Об'єкти соціальної сфери
- Школа
- Преславська школа інтернат
- Преславський психо-неврологічний диспансер

## Видатні особистості
- Паховський Петро Федорович (*1841, с. Ломачинці, тепер Сокирянського району Чернівецької області — 8 жовтня 1891, Аккерман) — священослужитель, педагог. Написав брошуру «Історичний нарис Преславської учительської гімназії».